# Hochau
Hochau ist eine Ortschaft und eine Katastralgemeinde der Gemeinde St. Georgen am Reith im Bezirk Amstetten in Niederösterreich.

## Siedlungsentwicklung
Zum Jahreswechsel 1979/1980 befanden sich in der Katastralgemeinde Hochau insgesamt 27 Bauflächen mit 12.859 m² und 20 Gärten auf 126.066 m², 1989/1990 waren es ebenso 27 Bauflächen. 1999/2000 war die Zahl der Bauflächen auf 31 angewachsen und 2009/2010 waren es 30 Gebäude auf 33 Bauflächen.

## Landwirtschaft
Die Katastralgemeinde ist landwirtschaftlich geprägt. 162 Hektar wurden zum Jahreswechsel 1979/1980 landwirtschaftlich genutzt und 240 Hektar waren forstwirtschaftlich geführte Waldflächen. 1999/2000 wurde auf 171 Hektar Landwirtschaft betrieben und 232 Hektar waren als forstwirtschaftlich genutzte Flächen ausgewiesen. Ende 2018 waren 168 Hektar als landwirtschaftliche Flächen genutzt und Forstwirtschaft wurde auf 228 Hektar betrieben. Die durchschnittliche Bodenklimazahl von Hochau beträgt 29,2 (Stand 2010).